# میشل لو میلینیر
میشل لو میلینیر (انگلیسی: Michel Le Millinaire؛ زادهٔ ۷ فوریهٔ ۱۹۳۱) بازیکن فوتبال اهل فرانسه است.